# Sacsayhuamán

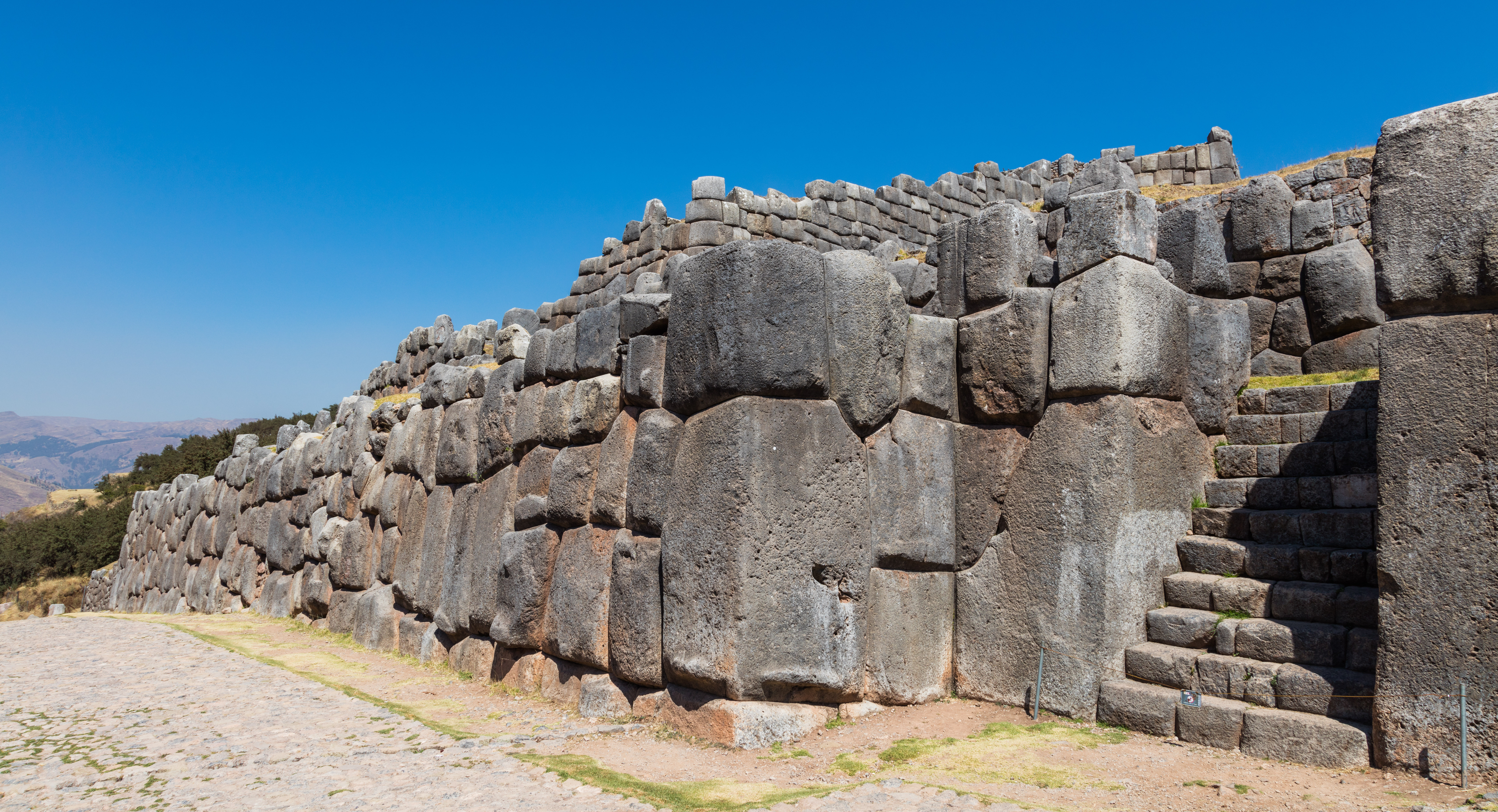
Entrada con escaleras.

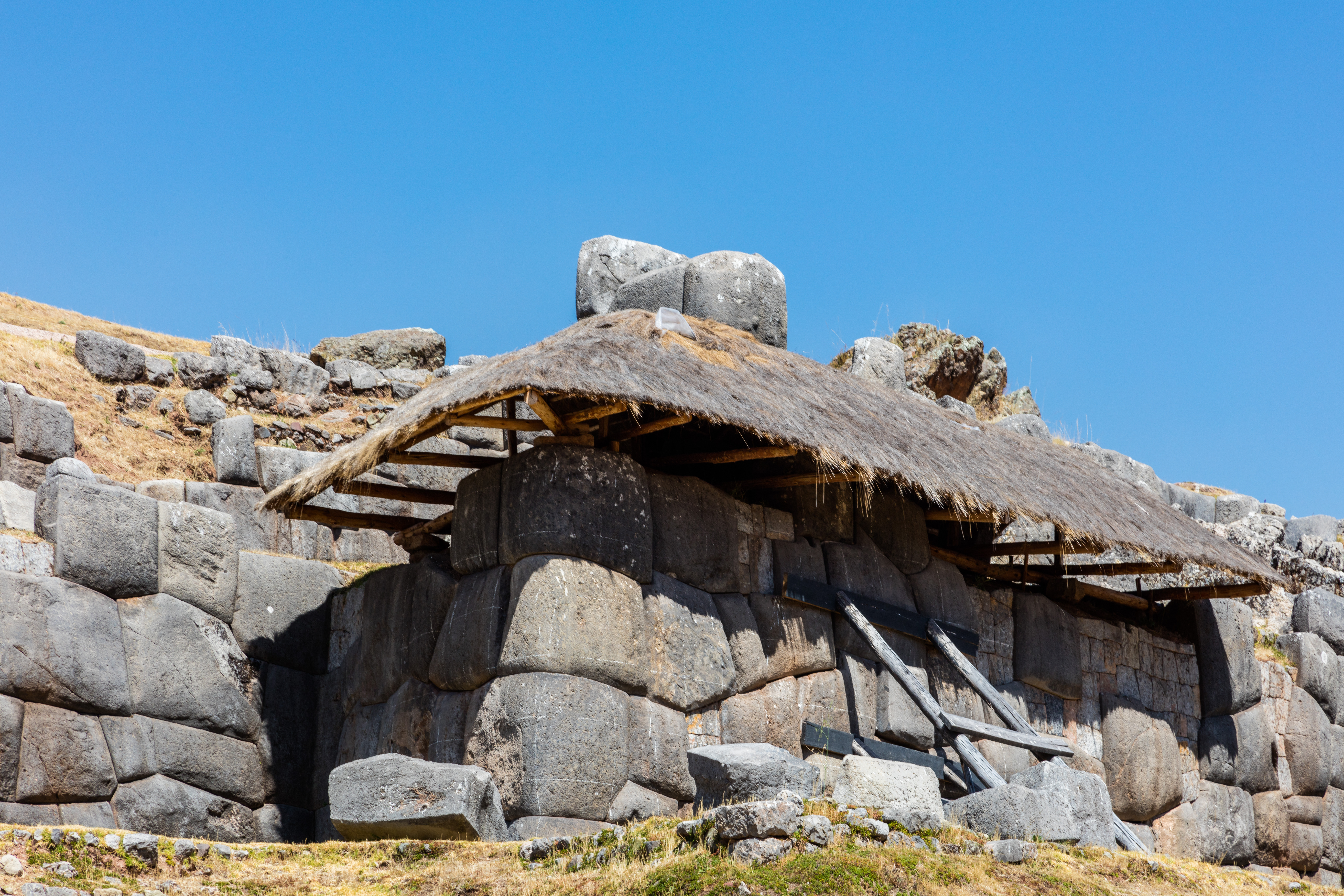
Reconstrucción de una cabaña.

Sacsayhuamán o Sacsahuamán (del quechua saksa ~ saksay waman (pukara), '(fortaleza) del águila real (lit. 'el águila repleta')') es un templo ceremonial usado por los incas, ubicado a dos kilómetros al norte de la ciudad de Cuzco (Perú). Se comenzó a construir durante el gobierno del sapa inca Pachacútec, en el siglo XV; sin embargo, fue Huayna Cápac quien la culminó en el siglo XVI.
No se conoce con exactitud los métodos empleados para la construcción de esta monumental fortaleza o santuario, a pesar de que son descritos por cronistas como Bernabé Cobo y Felipe Guamán Poma de Ayala (uso de terraplenos, rampas y maromas), la cual produjo la admiración de Francisco Pizarro y sus hombres. Pedro Sánchez de la Hoz, secretario de Pizarro, dejó una primera descripción del edificio, pero la más detallada es la del cronista Inca Garcilaso de la Vega. Según el Inca Garcilaso de la Vega, durante la construcción de Sacsayhuamán, se colocó entre las piedras una mezcla conocido como Llancac Allpa o llàncac allpa.
Desde el centro arqueológico se tiene una singular vista panorámica de los entornos, incluyendo la ciudad de Cusco.

## Ubicación
Sacsayhuamán está ubicada a 2 km de Cuzco, capital del antiguo Imperio inca; se encuentra a una altitud de 3700m s. n. m. y abarca una extensión de 3093 hectáreas. El valle se encuentra cercado por las montañas Ausangate, Pachatusán y Cinca, y está bañado por el río Tullumayu. Esta zona posee un paisaje con flora y fauna abundantes, entre la que destacan las llamas y los halcones.

## Arquitectura

### Diseño
La zona donde se encuentra esta construcción corresponde a la forma de la cabeza de un animal sagrado, y una de las traducciones que tiene esta palabra es, precisamente, cabeza de puma. Pachacútec, el noveno sapa inca, rediseñó la ciudad y le dio forma de puma acostado (el puma es el guardián de las cosas terrenales).
El espacio que abarcan sus construcciones es particularmente grande; lo que más llama la atención son los tres muros de piedra que sugieren la figura de la fortaleza.

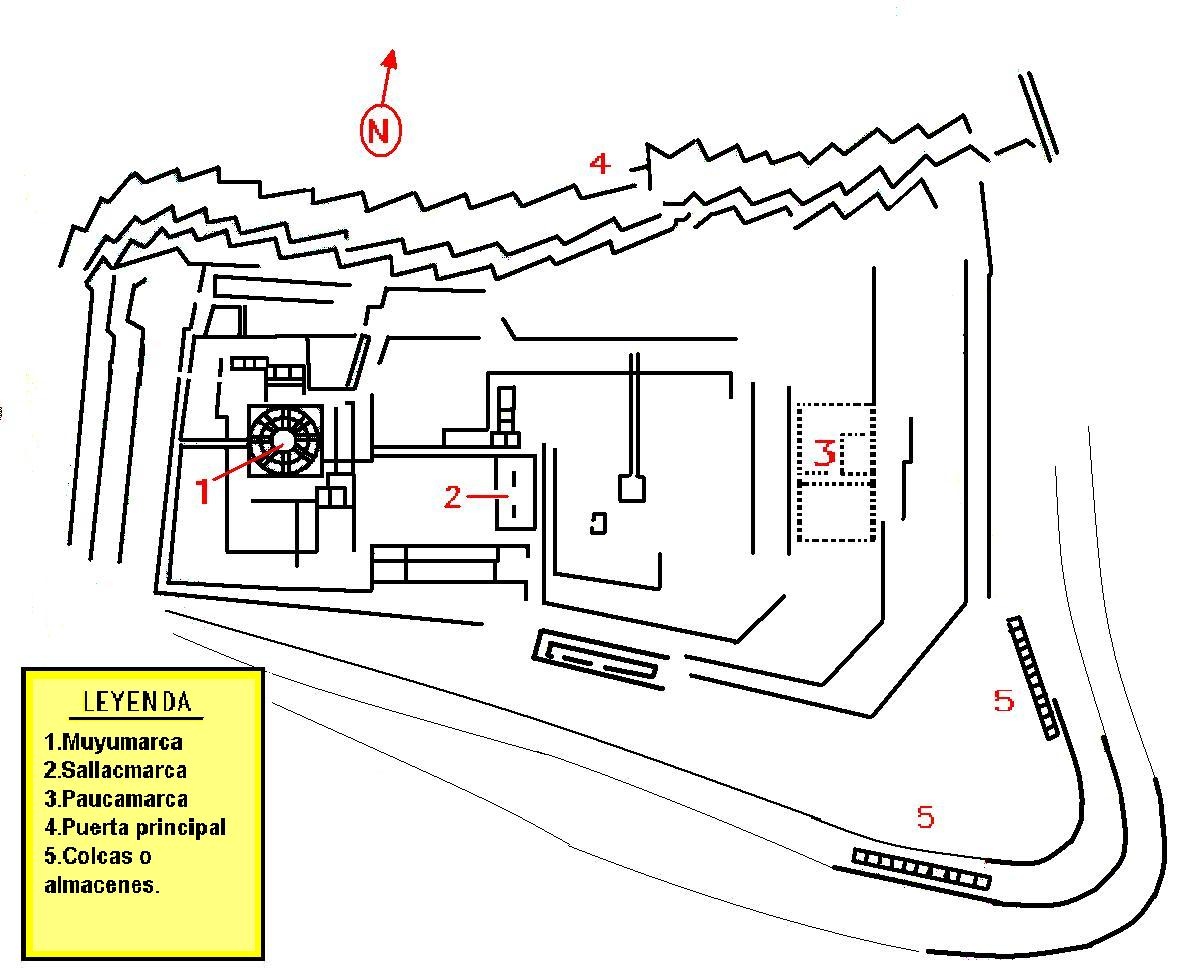
Plano de Sacsayhuamán.

### Características
La construcción es típica de la arquitectura inca, aunque es el lugar donde esta técnica se usó a mayor escala. La roca se cortaba en la cantera de forma tosca con la forma aproximada requerida. Luego era arrastrada con cuerdas por cientos de hombres hasta el lugar de construcción, donde se le daba el tallado definitivo. Las cuerdas usadas eran tan impresionantes que fueron mencionadas por el conquistador español Diego de Trujillo en 1571 tras inspeccionar una habitación llena de material de construcción.

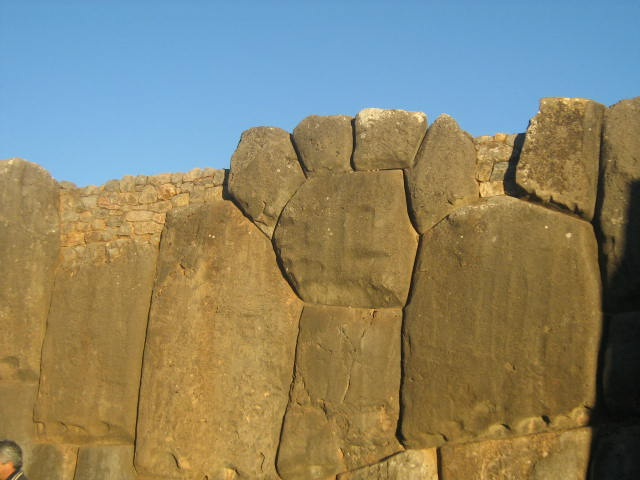
detalle del muro.

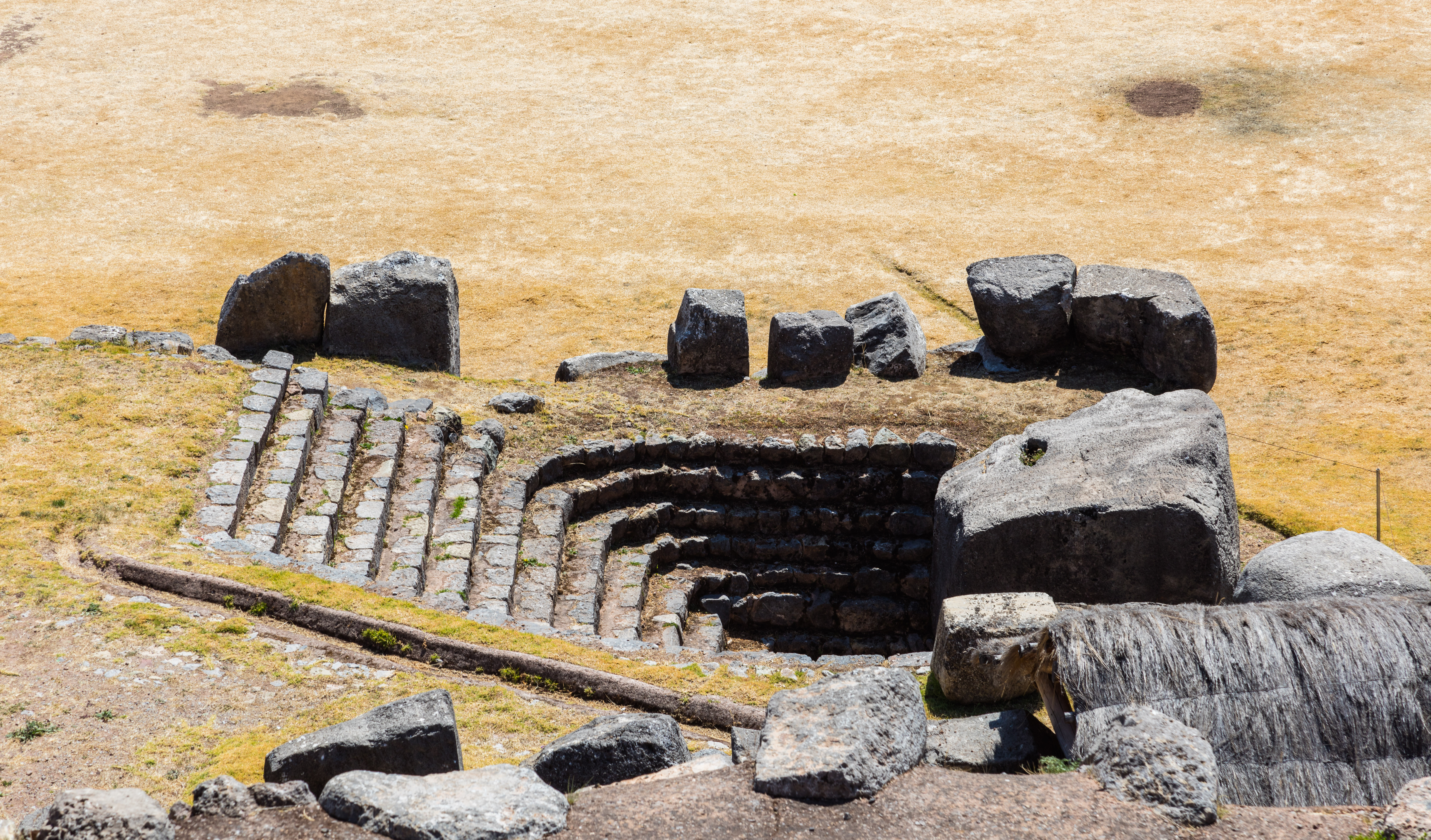
Cisterna para retener agua de lluvia.

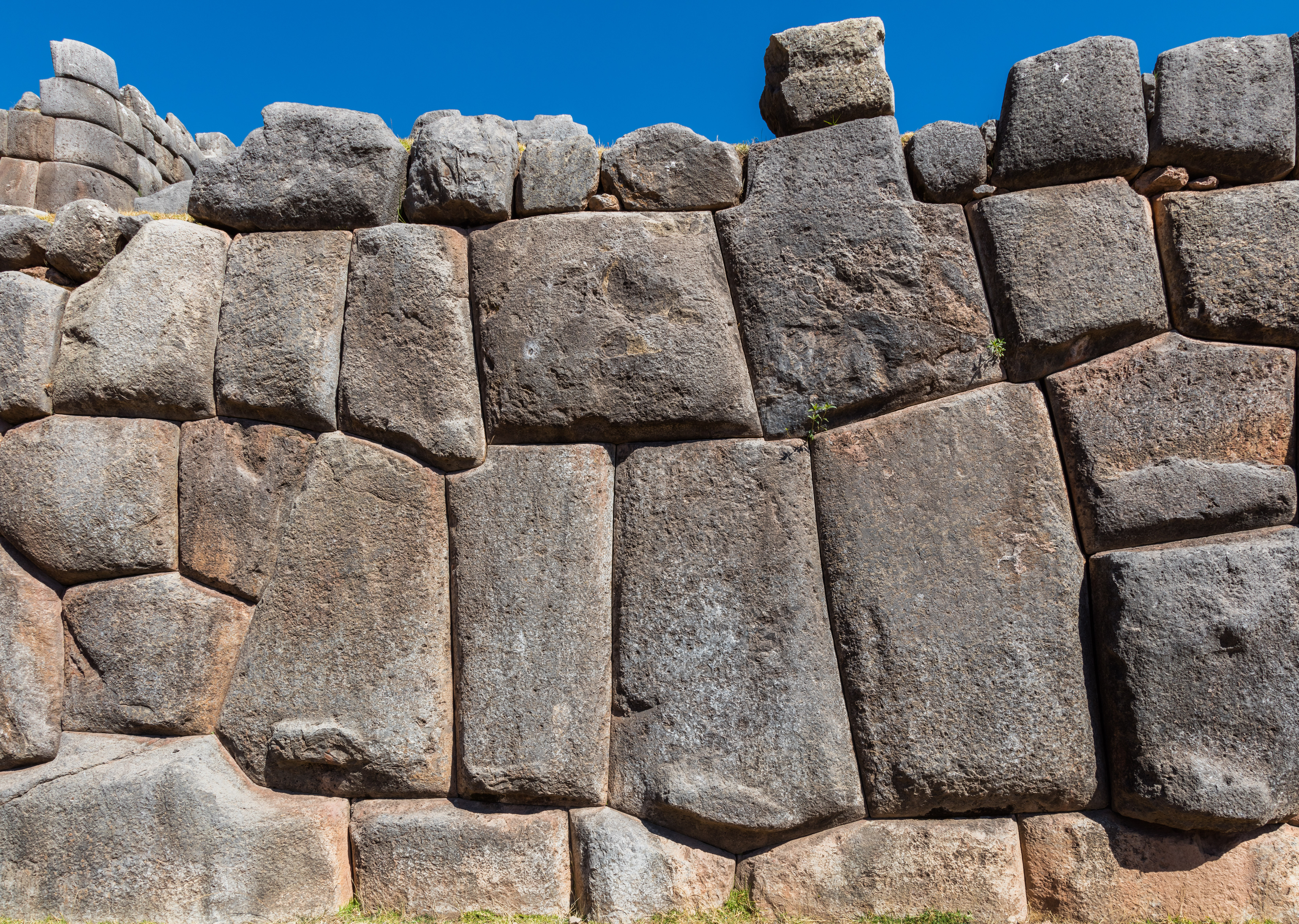
Detalle de un muro.

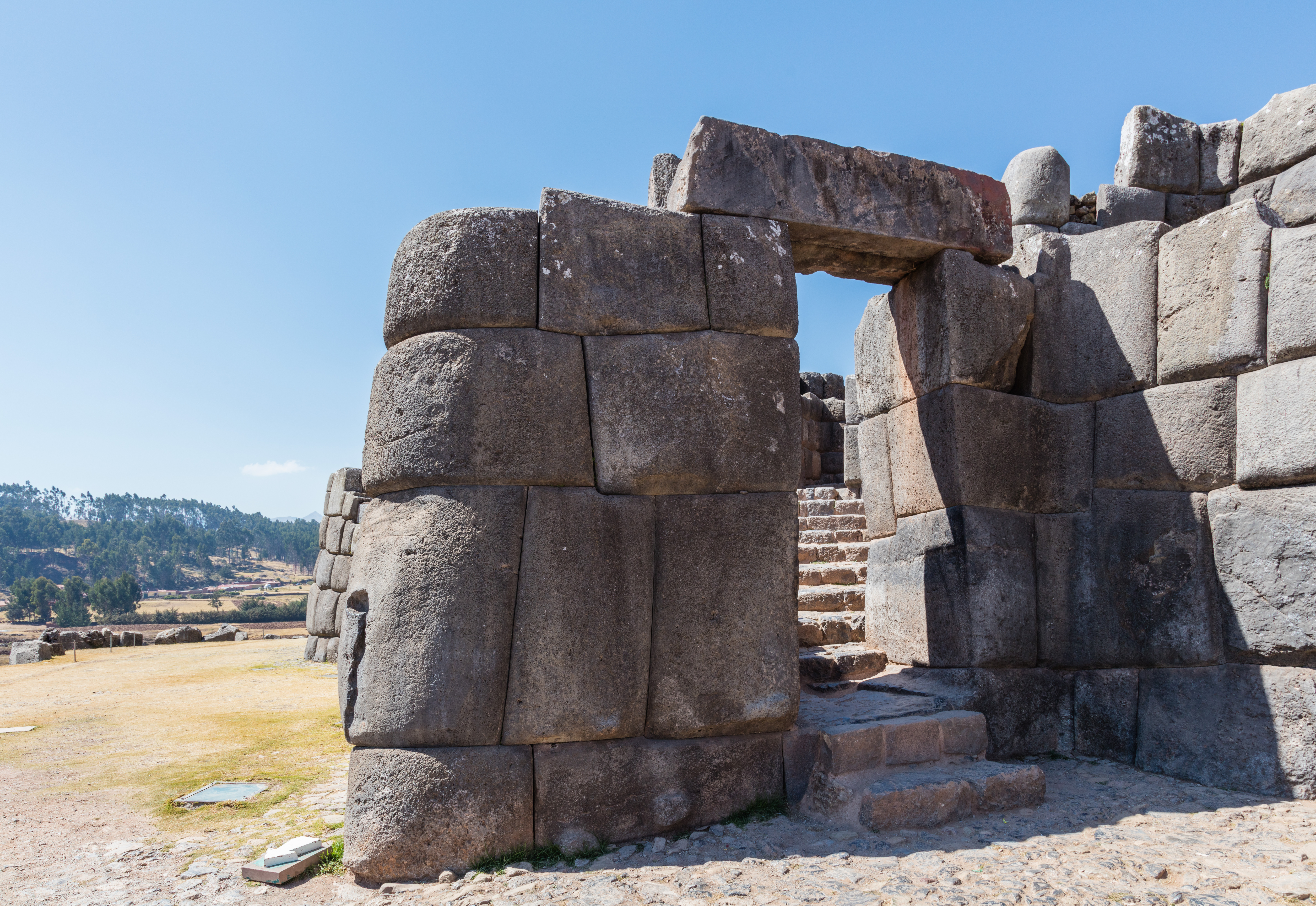
Puerta en el muro.

La suavidad aterciopelada de la piedra resalta en estas formaciones. Hay figuras diseñadas en las piedras y rocas, entradas a túneles subterráneos o chincanas, anfiteatros, construcciones de carácter ritual, probablemente relacionadas con el culto al agua. Este sitio desempeñó un importante rol en las actividades rituales incaicas.
Se piensa que correspondió a una fortaleza militar, en donde se entrenaba a los guerreros. Hay dudas al respecto, ya que, de acuerdo a su arquitectura, podría haber tenido un fin religioso y haber sido construido como un gran templo al Dios Sol. Sin embargo, durante la época de la conquista, mostró su eficacia como fortaleza para defender la ciudad. Su principal característica es la forma en que fue construida; cuenta con grandes bloques de piedra, alcanzando los más altos los 9 m. Se asevera que su construcción demoró 50 años aproximadamente, iniciándose en el período del Inca Túpac Yupanqui. Fue construida por 20 000 hombres. 
Dentro de Sacsayhuamán había grandes almacenes de alimentos y armas, y también canales para la distribución del agua.
El trono del Inca, ubicado junto a la fortaleza, consistía de una gran roca tallada y pulida en varios niveles, desde donde el soberano presidía las fiestas, celebraciones, desfiles y daba órdenes.
En la actualidad, quedan vestigios de las tres murallas escalonadas edificadas de piedra caliza de origen sedimentario y formación fosilífera. 
Sacsayhuamán está dividida en diferentes sectores: Sacsayhuamán, Rodadero, Trono del Inca, Warmi K’ajchana, Baño del Inca, Anfiteatros, Chincana y Bases de Torreones, entre otros.

#### Los torreones
Hubo tres torreones ubicados en la parte superior de la fortaleza: Muyucmarca, Sallacmarca y Paucamarca. 
El primero tenía una forma cilíndrica con una altura equivalente a unos cuatro pisos y un diámetro de unos 22 metros. Se encontraba en el centro. 
El segundo tuvo forma cuadrangular. Desde allí se divisaba toda la ciudad del Cuzco.
El tercero, también de forma cuadrada, estaba ubicado al otro extremo del Sallacmarca.

#### Templo
La fortaleza fue el escenario donde los Incas adoraban al sol en este templo para ceremonias religiosas. Se piensa que decenas de miles de personas se movilizaban en las fiestas especiales y hacían ofrendas y cierto tipo de peregrinaciones.
Ingeniería geológica
En el templo se observan diferentes materiales, tanto ígneos como sedimentarios. Los sedimentarios pertenecerían posiblemente a afloramientos de las formaciones Maras, Calizas Ayabacas, Kayra, San Sebastián y depósitos recientes. La zona de estudio se encuentra en un contexto geodinámico interno de alta sismicidad, dominado por falla con potencial sismogénico de las cuales resaltan la falla Cusco y principalmente la falla Tambomachay; también están presentes otras fallas cercanas que, de reactivarse, serían capaces de afectar la quebrada Chakán (https://hdl.handle.net/20.500.12544/4202).
Las rocas ígneas posiblemente se correspondan  al Stock de Saphy, ubicada en la margen izquierda de la quebrada Chakán, que están compuesto por microdioritas con augitas. Lo cual nos sitúa en zonas orogénicas intermedias entre los granitos y el gabro. (https://www.geocities.ws/apugeo/ini/geocusco.htm)

## Actividades turísticas

### Inti Raymi
En Sacsayhuamán se lleva a cabo, el 24 de junio, en el solsticio de invierno, el festival anual del Inti Raymi, donde se escenifica el ritual incaico de culto a Inti.

### Sitios cercanos a visitar
A partir de aquí se pueden visitar algunos puntos muy cercanos y complementarios. El más cercano es Kenko, el cerro que hoy en día se llama Socorro. Ahí se erigen piedras naturales y labradas y el Intihuatana, que servía para medir, con ayuda de la luz solar, el tiempo. También se puede llegar a Puca Pucara por medio de canales y acueductos; esta construcción presenta piedras labradas, escaños y un altar de sacrificios. El circuito puede abarcar Puca Pucara y terminar en Tambomachay, donde hay tres hermosas fuentes y agua abundante servida por las lagunas de la pampa que separa Cuzco del Valle Sagrado de los Incas. También se encuentra a poca distancia el cerro Pukamuqu donde se levanta la estatua del Cristo Blanco.

## Datos adicionales
- De acuerdo a imágenes obtenidas por medio de radar, Sacsayhuamán se comunica en línea recta con el Coricancha, con Marcahuasi (Convento de Santa Catalina en Cuzco), el templo de Inca Huiracocha (hoy Catedral de Cuzco), el Palacio de Huáscar, el templo de Manco Cápac (Colcampata) y Huamanmarca.

- Las investigaciones sugieren que la perfecta alineación astronómica de los templos descartaría la antigua presunción de que los incas solo tenían al planeta Venus como referencia astronómica, sino que a partir del descubrimiento se podría establecer que también se guiaron por el Sol, la Luna, la Cruz del sur y Las Pléyades (estrellas de la constelación de Tauro).

- Actualmente se puede apreciar solo el 20% de lo que fue el grupo arquitectónico, ya que, en la Conquista, los españoles desarmaron sus muros y torreones para neutralizar su uso en un eventual ataque como el ocurrido en el levantamiento de Manco Inca en 1536. Fueron aprovechadas sus piedras para construir casas e iglesias en el Cuzco.